# Nassenfels
Nassenfels er en købstad (markt) i Landkreis Eichstätt i Regierungsbezirk Oberbayern i den tyske delstat Bayern. Den er administrationsby for Verwaltungsgemeinschaft Nassenfels, som også indbefatter kommunerne Adelschlag og Egweil.

## Geografi
Byen ligger 15 km vest for Ingolstadt, 9 km nord for Neuburg og 13 km syd for Eichstätt ved floden Schutter.

### Inddeling
Til Nassenfels landsbyerne Meilenhofen, Zell an der Speck, Speckmühle, Aumühle og Wolkertshofen med Wolkertshofener Mühle.